# Крокодиловые тритоны
Крокоди́ловые трито́ны (лат. Tylototriton) — род животных из отряда хвостатых земноводных семейства настоящих саламандр. В настоящее время род крокодиловые тритоны насчитывает 8 видов, распространённых на территории Китая, Вьетнама, Таиланда и Мьянмы.

## Общая характеристика
Представители рода имеют большую и широкую голову.
Кожа очень грубая и шершавая, покрыта бугорками.
Крокодиловые тритоны родственно связаны с ребристыми тритонами, что также отражается на их внешнем виде.

## Классификация

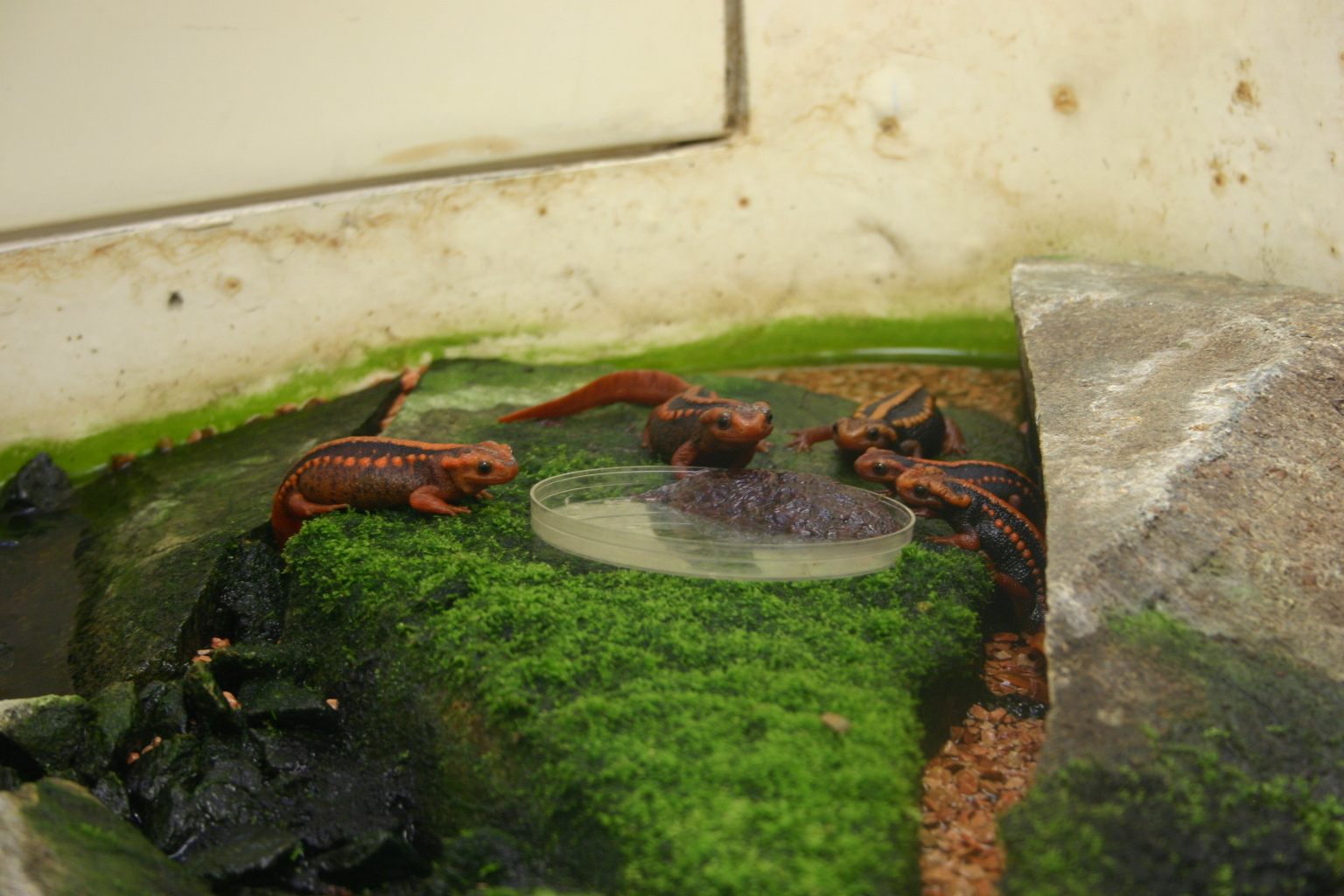
Несколько тритонов вида Tylototriton shanjing

В настоящее время общепризнанными считаются 19 видов крокодиловых тритонов:
- Tylototriton asperrimus Unterstein, 1930 — Южнокитайский тритон
- Tylototriton broadoridgus Shen, Jiang, and Mo, 2012
- Tylototriton dabienicus Chen, Wang, and Tao, 2010
- Tylototriton daweishanensis zhao, Rao, Liu, Li, and Yuan, 2012
- Tylototriton hainanensis Fei, Ye, and Yang, 1984 — Хайнаньский тритон
- Tylototriton kweichowensis Fang and Chang, 1932 — Краснохвостый тритон
- Tylototriton liuyangensis Yang, Jiang, Shen, and Fei, 2014
- Tylototriton lizhengchangi Hou, Zhang, Jiang, Li and Lu, 2012
- Tylototriton notialis Stuart, Phimmachak, Sivongxay, and Robichaud, 2010
- Tylototriton panhai Nishikawa, Khonsue, Pomchote, and Matsui, 2013
- Tylototriton pseudoverrucosus Hou, Gu, Zhang, Zeng, and Lu, 2012
- Tylototriton shanjing Nussbaum, Brodie, and Yang, 1995
- Tylototriton shanorum Nishikawa, Matsui, and Rao, 2014
- Tylototriton uyenoi Nishikawa, Khonsue, Pomchote, and Matsui, 2013
- Tylototriton verrucosus Anderson, 1871 — Гималайский тритон
- Tylototriton vietnamensis Böhme, Schöttler, Nguyen, and Köhler, 2005
- Tylototriton wenxianensis Fei, Ye, and Yang, 1984
- Tylototriton yangi Hou, Zhang, Zhou, Li, and Lu, 2012
- Tylototriton ziegleri Nishikawa, Matsui, and Nguyen, 2013